# Mohammed Badie
Pour les articles homonymes, voir Badie.
Mohammed Badie (en arabe : محمد بديع) est depuis 2010 le 8e Guide suprême des Frères musulmans. Il est condamné à mort en 2015 par la justice égyptienne.

## Vétérinaire et militant islamiste
Né le 7 août 1943 à Mahalla, dans le delta du Nil, Badie est diplômé de médecine vétérinaire en 1965. La même année, il est arrêté lors d'une opération d'envergure contre les Frères musulmans et condamné à 15 ans de prison.
Relâché lors de l'amnistie décrétée par la président Anouar el-Sadate en 1974, Badie poursuit ses études et enseigne les sciences vétérinaires dans diverses universités égyptiennes (université de Beni Suef).

## À la tête des Frères musulmans
Il entre dans le conseil de guidance (bureau exécutif) de la Confrérie des Frères musulmans en 1996. En 2010, il prend la direction de la confrérie. Il représente le courant conservateur de la Confrérie.
Il remplace Mehdi Akef à la tête des Frères musulmans, un membre de la « vieille garde » dont le mandat venait à expiration, qui s'était mis lui-même en retrait en octobre 2009 en raison des conflits entre conservateurs et réformistes au sein du mouvement.
Au moment de la Révolution égyptienne de 2011, il adopte une stratégie prudente et payante pour réaliser le but historique de la Confrérie : l'accession au pouvoir. Le mouvement ne participe pas aux manifestations de janvier mais, une fois Hosni Moubarak renversé, insiste pour la tenue d'élections législatives libres, tout en multipliant les rencontres et les déclarations rassurantes, avec l'ambassadeur américain le 18 janvier, ou les Coptes. Dans le même temps, il refuse fermement la rédaction d'une constitution avant les élections, appelle à la patience et ne condamne pas les bavures du pouvoir militaire afin de ne pas retarder la transition civile.
Après la victoire du parti de la liberté et de la justice, la vitrine politique des Frères, aux élections législatives, il déclare que les Frères musulmans sont proches d'atteindre leur « but historique » : la formation d'un « gouvernement sain », qui trouvera son accomplissement dans un « califat islamique juste ».
Cependant en juillet 2013, l'armée renverse le gouvernement des Frères musulmans, réprime dans le sang les manifestations de protestation et arrête les principales figures de la Confrérie. Badie est arrêté le 20 août. La justice égyptienne a fixé la date du 25 août 2013 pour juger Mohammed Badie ainsi que deux autres responsables des Frères musulmans, Khairat al-Chater et Rachad Bayoumi (en), pour « incitation au meurtre » de manifestations opposées à l’ancien président Mohamed Morsi.
Le 28 avril 2014, Mohammed Badie est condamné à mort en même temps que quelque 700 partisans présumés du président islamiste destitué Mohamed Morsi. Une autre décision du 15 septembre le condamne à la perpétuité pour « meurtre et incitation à la violence » lors d'une manifestation de 2013.
Le 11 avril 2015, les condamnations à mort de Mohammed Badie ainsi que de 13 autres dirigeants des Frères musulmans prononcées en mars 2015 par le tribunal de Gizeh pour « planification de recours à la force contre l’État » et « incitation au chaos et à la violence », sont confirmées par le grand mufti d'Égypte, dont l'avis est obligatoire (mais non contraignant) en cas de condamnation à mort. Les condamnés peuvent faire appel de ce jugement. Dans de précédents procès, Mohammed Badie a déjà été condamné à mort une fois (procès actuellement en appel), ainsi que 4 fois à perpétuité. Il est de nouveau condamné à perpétuité, avec 15 autres personnes, en septembre 2017 pour « incitation au terrorisme » et « vandalisme » commis à Beni Suef en août 2013, peu après le coup d'État militaire.
En 2019, Badie et 9 autres dirigeants des Frères musulmans sont condamnés à perpétuité pour leur soutien à des évasions massives de prison (plus de 20 000 prisonniers), pour le meurtre de policiers et pour menace à la sécurité nationale en s'unissant avec des groupes armés étrangers comme le Hamas ou le Hezbollah lors de la Révolution égyptienne de 2011. La sentence est confirmée en appel en juillet 2021,.
En mars 2024, Badie est de nouveau condamné à mort pour des violences commises après le coup d'État de 2013.